# Оксидирование
Оксидирование — создание оксидной плёнки на поверхности изделия или заготовки в результате  окислительно-восстановительной реакции. Оксидирование преимущественно используют для получения защитных и декоративных покрытий, а также для формирования диэлектрических слоёв. Различают термические, химические, электрохимические (или анодные) и плазменные методы оксидирования.

## Виды оксидирования
- Термическое оксидирование осуществляется при нагреве в атмосфере кислорода или водяного пара. В случае оксидирования железа и низколегированных сталей такой процесс называется воронением.
- Химическое оксидирование — обработка расплавами или растворами окислителей, таких как хроматы, нитраты и т. п., как правило, для защиты от коррозии или создания декоративных покрытий.
- Электрохимическое оксидирование — оксидирование в электролитах, микродуговое оксидирование.
- Плазменное оксидирование осуществляется в низкотемпературной плазме, содержащей кислород, с помощью разрядов постоянного тока или ВЧ или СВЧ разрядов.